# Macrojoppa laeva
Macrojoppa laeva là một loài tò vò trong họ Ichneumonidae.